# Маргейт (футбольный клуб)
«Маргейт» (англ. Margate FC) — английский футбольный клуб из приморского городка Маргит, в графстве Кент. Образован в 1896 году. Домашние матчи проводит на стадионе «Хартсдаун Парк». Цвета клуба — бело-голубые. В сезоне 2000/01 пробился в Конференцию и выступал там в течение 3 сезонов. Клуб испытывал проблемы со своим стадионом, из-за чего был вынужден проводить домашние матчи в Дувре и, в конце концов, был исключён из числа участников Конференции, несмотря на то, что занял в сезоне 03/04 16-е место. В настоящее время «Маргейт» выступает в Южной Конференции, 6-й по рангу футбольной лиге Англии.
«Маргейт» дважды в своей истории пробивался в 3 раунд кубка Англии. Последний раз, в сезоне 72/73, «Маргейт» принимал на своём стадионе действующего обладателя Кубка УЕФА «Тоттенхэм Хотспур» и уступил 0-6.

## История

### Ранние годы
Маргейт был основан в 1896 году как любительский клуб, играющий товарищеские матчи на стадионе местной школы Перед Первой Мировой Войной клуб играл в различных любительских лигах на разных стадионах, но без больших достижений.

### Межвоенные годы
После войны Маргейт присоединился к Лиге Кента, но в 1923 году лига приостановила деятельность клуба из-за финансовых нарушений, и клуб был расформирован. Год спустя, реформированная команда под названием Маргейт Таун вернулась в Лигу Кента, но была вновь исключена из-за больших долгов. В 1929 году вновь реформированный клуб переехал на поле Хартсдаун парка, взяв в лизинг часть парка для строительства футбольного стадиона. На этом стадионе Маргейт играет и сейчас. Также в это время Маргейт подписывает контракт с голландским игроком, что было крайне нетипичным шагом для того времени. Голкипер Геррит «Джерард» Кейзер, что приехал в клуб графства Кент из Аякса (Амстердам), позже перейдет в Арсенал.
С 1934 по 1938 год Маргейт играет в Южной лиге, и является официальным фарм-клубом Арсенала. В рамках этого соглашения Лондонский клуб регулярно отправлял своих молодых игроков в Маргейт, для получения игрового опыта. Звездные игроки Арсенала также отправлялись в Маргейт, для набора игровой формы после травм. На второй сезон, после вступления соглашения в силу, Маргейт дошёл до третьего раунда Кубка Англии, обыграв на более ранних стадиях такие клубы как Кристал Пэлас и Куинз Парк Рейнджерс, но в третьем раунде уступил Блэкпулу со счетом 3-1. Но вскоре после этого клуб должен был вернуться в Лигу Кента по финансовым причинам.

### Послевоенные годы
После Второй Мировой Войны клуб продолжил играть в Лиге Кента под управлением нового менеджера Чарли Уолкера, который привел команду к двум чемпионствам лиги, но затем был спорно уволен. Результаты команды падали в результате управленческого беспорядка, который закончился в 1950 году с назначением Элмера Холла на пост менеджера клуба. На этом посту он провел следующие 20 лет. Под его руководством клуб выигрывал местные кубки, в ряде случев достигал основных раундов Кубка Англии, но к сожалению не добивался успехов в лиге.
В сезоне 1959-60 Маргейт вернулся в Южную Лигу, после расформирования Лиги Кента и в 1963 году выиграл Первый дивизион Южной Лиги, что позволило ему выступать в Премьер дивизионе Южной Лиги на следующий сезон. Два года спустя, клуб стал полностью профессиональным, но эта политика оказалась финансово несостоятельной, и команда вылетела в Первый дивизион в 1966 году. Однако с первой попытки команда смогла вернуться в Премьер дивизион Южной лиги уже на следующий год.
В течение семидесятых годов Маргейт испытывал финансовые проблемы, а также весьма посредственные выступления в лиге, но в это же время клуб соверших два знаменитых выступления в Кубке Англии. В 1971 году Маргейт проиграл 11-0 Борнмуту, а Тед Макдугалл забил рекордные 9 голов в кубке. На следующий год Маргейт победил Суонси Сити и Уолтон энд Хершам, а в третьем раунде встретился с представителем Первого дивизиона клубом Тоттенхэм, действующим обладателем Кубка УЕФА. При рекордных для своего домашнего стадиона, 14000 зрителей, Маргейт уступил со счетом 6-0.

### Эра Тэнит Юнайтед
На протяжении 1970-х годов Маргейт вел переговоры со своими соседями ФК Рамсгейт о формировании команды, что представляла бы весь остров Тэнит, что позволило бы клубам избавиться от финансовых сложностей, что оба клуба испытывали. Переговоры проходили с переменным успехом, и в итоге Рамсгейт так и не принял участия в формировании Тэнит Юнайтед в 1981 году. По факту это было только переименование команды Маргейт. Когда руководство острова заявило, что они не готовы вкладывать средства в объединённую команду, идея объединения двух клубов пропала.
Тэнит Юнайтед в основном выступал весьма посредственно в Южном дивизионе Южной лиги, финансовые проблемы клуба никуда не исчезли, в управлении клуба продолжалась неразбериха. В январе 1989 года клуб был близок к вылету в Лигу Кента и возможно полному краху, но в марте новое руководство возвращает клубу имя Маргейт со следующего сезона и назначает на пост менеджера Тревора Форда. Выступления в лиге продолжали быть не впечатляющими, даже после приглашения футболистов имевших опыт выступления в футбольной лиге. На это время и приходится победа клуба в Главном Кубке Кента, что являлось крайне редким успехом для того времени